# Hyam’s Mineral Water Works
A Hyam's Mineral Water Works (magyarul: Hyam ásványvíz palackozója) a walesi Monmouth egyik műemlék épülete. Egykoron ásványvíz palackozóként üzemelt, napjainkban lakóépület. Egyike a monmouthi örökség tanösvény huszonnégy állomásának.

## Története
A palackozót 1866-ban alapította Thomas E. Hyam, Monmouth egyik meghatározó üzletembere, aki kukorica- és fakereskedéssel foglalkozott. Tulajdonában volt egy fűrészmalom és egy üzlet is a városban. 1875-76-ban a város polgármestere volt. A családja a városban több jelentős épület tulajdonosa volt (Parade House, Cornwall House stb.). 1870-ben, Henry Somerset, Beaufort 8. hercege tőle rendelte italát és ennek kiváló minőségét több ízben is kiemelte. A víz mellett limonádé és gyömbérsör palackozását is végezték az üzemben. 1901-ben influenza-elleni „tonikot” is gyártottak.
1911-ben az üzemet Charles Ballinger vette át, átkeresztelve „Ballinger’s Mineral Water Works”-ra. Az üzem az 1960-as években zárt be. Helyére az Ebley Ltd. autógumi-szaküzlet költözött, majd ennek kiköltözése után „Hyam Court” néven lakóépületté alakították át.

## Fordítás
- Ez a szócikk részben vagy egészben  a   Hyam's Mineral Water Works című angol Wikipédia-szócikk ezen változatának fordításán alapul.  Az eredeti cikk szerkesztőit annak laptörténete sorolja fel. Ez a jelzés csupán a megfogalmazás eredetét és a szerzői jogokat jelzi, nem szolgál a cikkben szereplő információk forrásmegjelöléseként.